# Вулиця Єгорова (Сіверськодонецьк)
Ву́лиця Єго́рова — вулиця у Сіверськодонецьку довжиною 660 метрів. Починається від перетину з окружною дорогою. Перетинає бульвар Незалежності України, вулиці Сметаніна, Івана Франка, Енергетиків і Гоголя. В неї впираються вулиця Григорія Сковороди. Закінчується на перетині з проспектом Хіміків. Забудована багатоповерховими житловими будинками. Названа на честь колишнього директора Сіверськодонецького об'єднання «Азот» Валерія Єгорова. До 1996 року вулиця називалася на честь Михайла Калініна.
Автомобільний рух в одному напрямку — на південь.

## Галерея

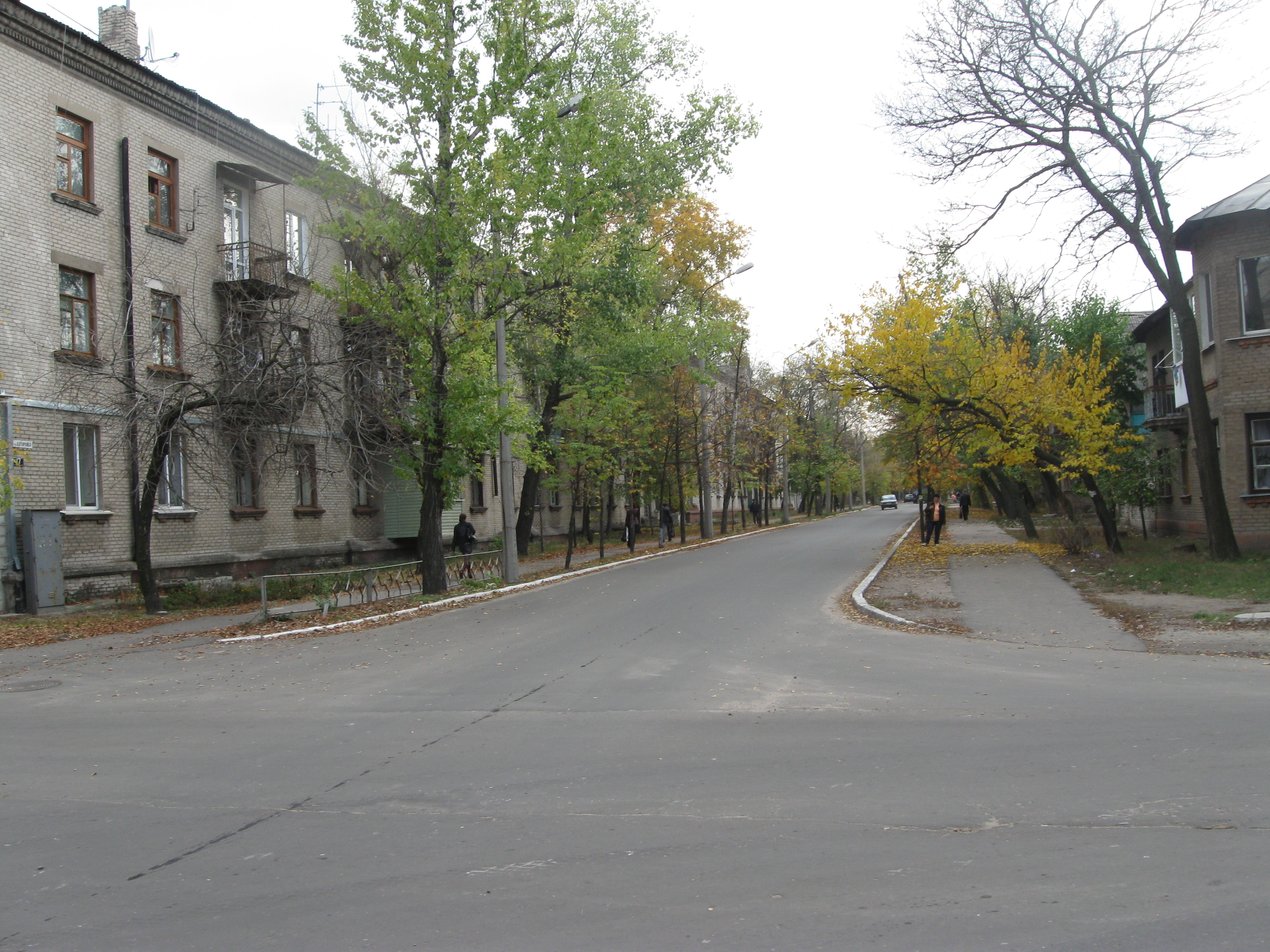
Вигляд в районі перетину з вулицею Сметаніна